# 棕头钩嘴鹛
棕头钩嘴鹛（学名：Pomatorhinus ochraceiceps），是画眉科钩嘴鹛属的一种，分布于缅甸、孟加拉国、老挝、中国大陆、越南、印度和泰国。该物种的保护状况被评为无危。
棕头钩嘴鹛的平均体重约为34.0克。栖息地包括亚热带或热带的湿润低地林和亚热带或热带的湿润山地林，一般生活于海拔1250-2000米高地的湿润而丛生下木的山林中。该物种的模式产地在缅甸KarenHills。

## 亚种
- 棕头钩嘴鹛滇西亚种（学名：Pomatorhinus ochraceiceps austeni）。分布于印度以及中国大陆的云南等地。该物种的模式产地在印度Manipur。[3]
- 棕头钩嘴鹛滇南亚种（学名：Pomatorhinus ochraceiceps ochraceiceps），俗名棕头钩嘴鹛指名亚种。分布于缅甸、印度以及中国大陆的云南等地。该物种的模式产地在缅甸KarenHills。[4]